# Playa de Valdelagrana
La playa de Valdelagrana está situada en el término municipal de El Puerto de Santa María (provincia de Cádiz, Andalucía, España), junto a la urbanización de Valdelagrana. Por su fácil comunicación tanto en coche como en tren recibe gran turismo de localidades como Jerez de la Frontera, Lebrija o Sevilla.  
Valdelagrana se encuentra a 20 km en carretera de las principales ciudades de la provincia (Jerez de la Frontera y Cádiz). En el ferrocarril de Cercanías, se encuentra a dos estaciones de Jerez centro y a diez estaciones de Cádiz centro.     

## Descripción

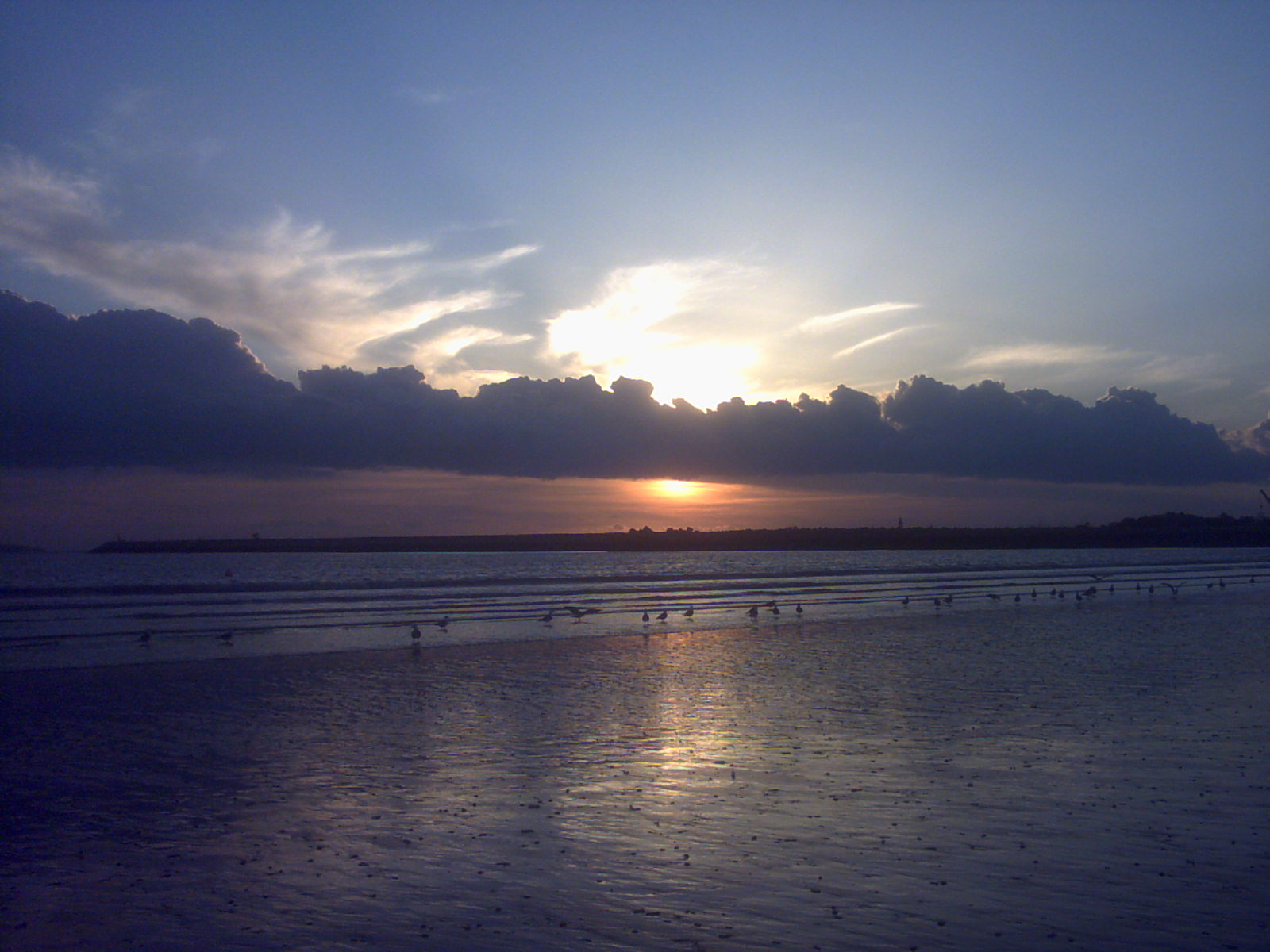
Atardecer en la playa de Valdelagrana.

Enclavada entre la desembocadura del río Guadalete y la playa de Levante, forma parte de la flecha interior de la Bahía de Cádiz. Su pendiente aproximada es de 8 % y las arenas presentan gran estabilidad. Su longitud excede los 2 km urbanizados, a los que hay que sumar varios kilómetros anexos del parque natural Los Toruños. Este parque natural consta de sendas ciclables ideales para recorrer en una bicicleta todo un ecosistema de salinas, bañado por aguas del río San Pedro.
Su área activa es alta y la de reposo de 31 000 m². Genéticamente es una playa de cordón y concha. La recorre un paseo marítimo de más de 1400 m. Tiene acceso a través de la carretera CA-32.
Se puede practicar el windsurf y el kitesurf, solo igualable en la provincia por las aguas más próximas al estrecho, y las vistas directas a la ciudad de Cádiz, dan a la playa de Valdelagrana la categoría de lugar de descanso.
En 1996 se descubrió una especie de cangrejo "Polybius dioscurus", al que unen de tres especies de cangrejos ermitaños endémicas.

## Origen
Hasta los años de 1950, Valdelagrana pertenecía a la casa de Medinaceli. Posteriormente, en los años 60, comenzó su desarrollo urbanístico.

## Características técnicas
- Longitud de la playa: 2070 m
- Anchura media: 73 m
- Pendiente media: 8 %
- Tipo de arena: arena fina y dorada.
- Dispositivos: botiquín, ambulancia, embarcaciones de socorrismo, torretas de vigilancia, servicio higiénico-sanitarios, duchas y megafonía.

## Playas cercanas a Valdelagrana
En El Puerto de Santa María se encuentran:
Playa de Levante, Playa de La Puntilla,
Playa de La Calita y Playa de Santa Catalina a unos 5 km aproximadamente.

## Otros recursos naturales
- Tiro Pichón
- Coto de la Isleta[6]